# Kita-no-seto
Kita-no-seto är ett sund i Antarktis. Det ligger i Östantarktis. Norge gör anspråk på området.